# Synagogue de Varaždin
La synagogue de Varaždin, une ville du nord-est de la Croatie, a été construite dans la seconde moitié du XIXe siècle. Elle est restaurée depuis 2020.

## Histoire et description
La synagogue construite en 1861-1862 a été endommagée en 1941 ; des réparations ont été effectuées en 1946. Le bâtiment a été transformé en cinéma en 1969. La façade avant a été largement modifiée, la fenêtre centrale en plein cintre surmontée d'une rosace étant remplacée par de simples briques de verre. Les bulbes des tours d'angle ont également été démolis.
Le bâtiment est ensuite resté vide et était en mauvais état. À partir de 2020, cependant, il a été restauré et l'état d'origine de la façade a été restauré, avec la restitution des bulbes des tours. Il doit être utilisé comme centre culturel local,.
L'inscription hébraïque au-dessus du portail, qui est utilisée relativement fréquemment pour les synagogues, se lit en traduction allemande "Car ma maison sera appelée une maison de prière pour toutes les nations" (Ésaïe 56: 7b).